# Sân bay quốc tế Koltsovo

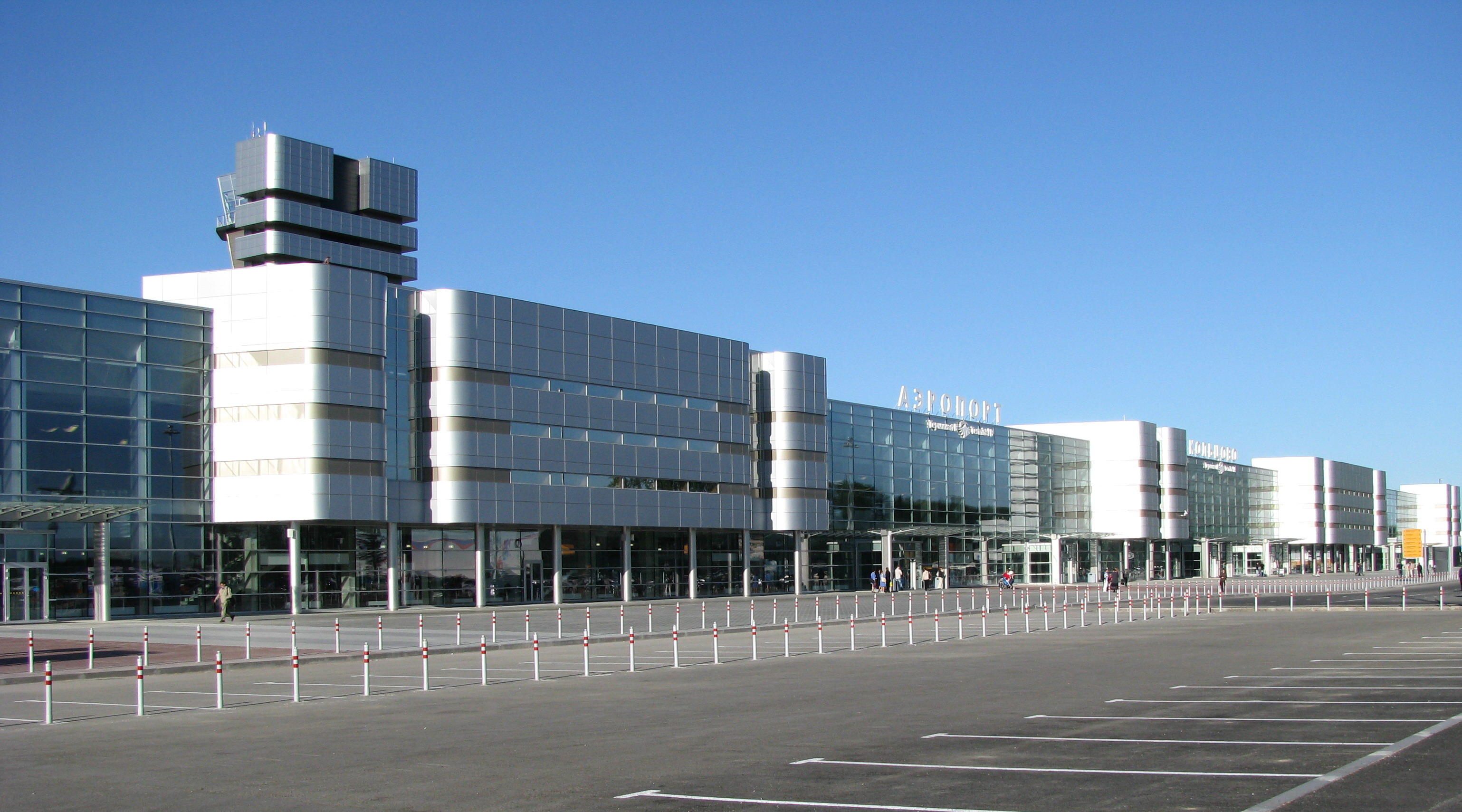
Sân bay quốc tế Koltsovo

Sân bay quốc tế Koltsovo (tiếng Nga: Аэропорт Кольцово) (IATA: SVX, ICAO: USSS) là sân bay gần Koltsovo, Yekaterinburg, Nga.

## Thông tin chung
Sân bay cách Ekaterinburg 16 km, có tọa độ (56°45′0″B 60°48′18″Đ / 56,75°B 60,805°Đ) và được nối với thành phố bằng xe buýt.
Sân bay được mở cửa năm 1928 làm sân bay quân sự và trở thành sân bay dân sự ngày 10/7/1943. Tháng 10 năm 1993 sân bay này được nhận tư cách sân bay quốc tế.
Năm 2005, Koltsovo là sân bay lớn thứ năm tại Nga, xếp sau các sân bay lớn nhất ở Moskva và Sankt-Peterburg và là một thành viên của Airports Council International (ACI). Năm 2004, đã có 1.461.070 lượt khách và 20.958.800 tấn hàng được vận chuyển thông qua. Sân bay có 60 điểm đỗ tàu bay và 2 đường cất hạ cánh: 08L/26R dài 3.004 m bằng nhựa đường và 08R/26L dài 3.026 m bằng bê tông. Sân bay này có thể tiếp nhận các loại tàu bay hiện đang hoạt động như Airbus A320, Boeing 737, Ilyushin Il-96 và Tupolev Tu-204. Koltsovo hiện có kết nối với hơn 50 thành phố của thế giới, bao gồm hơn chục thành phố châu Âu. Nhà ga quốc tế mới được mở cửa ngày 16/12/2005 được xem là nhà ga hành khách tốt nhất tại Nga có công suất 600 khách mỗi giờ. Một nhà ga nội địa rộng gấp đôi đang được xây.

## Các hãng hàng không có căn cứ ở Koltsovo
- Ural Airlines
- Aviaprad (Hanover)
- Aviacon Zitotrans (hàng hóa)

## Các hãng hàng không và các điểm đến
- Aeroflot (Moskva-Sheremetyevo)
- Armavia (Erevan)
- Austrian Airlines (Vienna)
- British Airways
  - operated by BMED (London-Heathrow)
- Czech Airlines (Prague)
- Dalavia Far East Airways (Khabarovsk)
- East Line
- Enkor (Moskva-Domodedovo)
- KrasAir (Krasnoyarsk)
- Lufthansa (Frankfurt)
- Magadan Airlines (Magadan)
- Malév Hungarian Airlines (Budapest) [bắt đầu ngày ngày 25 tháng 3 năm 2007]
- Pulkovo Aviation Enterprise (St. Peterburg)
- S7 Airlines (Moskva-Domodedovo)
- Tajikair (Dushanbe)
- Tbilaviamsheni (Tbilisi)
- Transaero (Moskva-Domodedovo)
- Turan Air (Baku)
- Turkish Airlines (Istanbul-Atatürk)
- Ural Airlines (Barcelona, Dusseldorf, Larnaca, Moskva-Domodedovo, Munich, Paris-Charles de Gaulle, Prague, Salzburg, Sochi, St. Peterburg, Tel Aviv)
- Uzbekistan Airways (Taskhent)
- Vladivostok Avia (Vladivostok)
- Yamal Airlines (Salekhard)